# 루벤 루이스 굿스타인
루벤 루이스 굿스타인(Reuben Louis Goodstein 1912년 12월 15일~1985년 3월 8일)은 영국의 수학자이다. 그는 철학과 수학 교육에 강한 관심을 드러낸 학자이다.
영국 런던의 성바울 학교를 졸업하고, 케임브리지 대학교에서 석사 학위를 취득했다. 그 후, 레딩 대학교에서 연구를 하였으나 그의 학문적 경력의 대부분은 레스터 대학교에서 이루어졌다. 그가 아직 레딩 대학교에 있을 당시인 1946년 런던 대학교에서 철학 박사 학위를 받았다. 또한 루트비히 비트겐슈타인과 존 리틀우드의 학문적 영향 아래에서 연구 활동을 수행했다.
유한론에 대한 그의 연구(예를 들어서 "구조적 형식 주의, 수학의 기초에 대한 소론")는 놀랍도록 평이하고 명확하다.

## 같이 보기
- 굿스타인의 정리
- 패리스의 정리